# Станки (Сергиево-Посадский район)
Станки — упразднённая деревня в Сергиево-Посадском городском округе Московской области России.

## География
Урочище находится в северной части области, в зоне хвойно-широколиственных лесов, к югу от автодороги 46К-8191, на расстоянии примерно 36 километров (по прямой) к северо-западу от города Сергиев Посад, административного центра округа.

### Климат
Климат характеризуется как умеренно континентальный, с умеренно холодной зимой и тёплым летом. Среднегодовая температура воздуха — +2,7 °C. Средняя температура воздуха самого холодного месяца (января) — −11,3 °C (абсолютный минимум — −48 °C), средняя температура самого тёплого (июля) — +17 °С (абсолютный максимум — +36 °C). Годовое количество атмосферных осадков — 630 мм, из которых около 70 % выпадает в период с апреля по октябрь.

## История
В «Списке населённых мест Владимирской губернии по сведениям 1859 года» населённый пункт упомянут как владельческая мыза Парутино (Станки) Александровского уезда, расположенная в 62 верстах от уездного города. В мызе имелся 1 двор и проживало 19 человек (8 мужчин и 11 женщин).
По состоянию на 1905 год, в выселке Станок проживало 34 человека. В административном отношении входил в состав Константиновской волости.
По данным 1926 года в деревне имелось 8 крестьянских хозяйств и проживало 33 человека (15 мужчин и 18 женщин). Являлась частью Овчинниковского сельсовета Константиновской волости Сергиевского уезда Московской губернии.
17 июля 1939 года Овчинниковский сельсовет был упразднён. При этом все его населённые пункты (Овчинниково, Солнцево, Станки и хутор Высокое) были переданы в Кучковский сельсовет.